# Pleurotus omnivagus
Pleurotus omnivagus är en svampart som beskrevs av Corner 1981. Pleurotus omnivagus ingår i släktet Pleurotus och familjen musslingar.   Inga underarter finns listade i Catalogue of Life.